# Giovanni Carestini
Giovanni Carestini, zwany Cusanino (ur. około 1700 w Filottrano, zm. około 1760 przypuszczalnie tamże) – włoski śpiewak operowy, kastrat (sopran, następnie kontralt).

## Życiorys
Był protegowanym rodziny Cusani, od której nazwiska przybrał później swój przydomek. Śpiewu uczył się u Antonia Marii Bernacchiego. Debiutował w 1719 roku w Mediolanie. Od 1723 do 1725 roku był członkiem zespołu dworskiego cesarza Karola VI w Wiedniu. W 1723 roku w Pradze wziął udział w prawykonaniu opery Johanna Josepha Fuxa Costanza e Fortezza. W kolejnych latach występował w Wenecji, Parmie, Genui, Rzymie, Mediolanie i Neapolu. W latach 1731–1741 pozostawał w służbie na dworze elektora Karola Albrechta w Monachium. Między 1733 a 1735 rokiem przebywał w Londynie, gdzie brał udział (w zastępstwie za Senesina) w wystawieniach oper Georga Friedricha Händla w Covent Garden Theatre i Kings’s Theatre. Uczestniczył w prawykonaniu Arianna in Creta (1734), Il Parnasso in Festa (1734), Ariodante (1735) oraz Alciny (1735). W latach 1742–1744 przebywał w Mediolanie, uczestnicząc w prawykonaniach oper Christopha Willibalda Glucka Demofoonte (1743) i Sofonisba (1744). Od 1747 do 1750 roku przebywał w Dreźnie na dworze Augusta III, a następnie w latach 1750–1754 na dworze Fryderyka Wielkiego w Berlinie. Od 1754 do 1756 roku występował w Petersburgu.
Należał do najsłynniejszych śpiewaków operowych XVIII wieku, dorównując sławą Farinellemu i Senesinowi. Przez współczesnych ceniony był za technikę śpiewu i zdolności aktorskie.